# Norwood (Georgia)
Norwood es una ciudad ubicada en el condado de Warren en el estado estadounidense de Georgia. En el año 2000 tenía una población de 299 habitantes.

## Geografía
Norwood se encuentra ubicada en las coordenadas 33°27′50″N 82°42′21″O / 33.46389, -82.70583 (33.463962, -82.705700).
Según la Oficina del Censo, la localidad tiene un área total de 2,1 km² (0,8 mi²), de la cual 2,1 km² (0,8 mi²) es tierra y 0 km² (0 mi²) (0.00%) es agua.

## Demografía
Según la Oficina del Censo en 2000 los ingresos medios por hogar en la localidad eran de $25,000, y los ingresos medios por familia eran $25,909. Los hombres tenían unos ingresos medios de $18,542 frente a los $15,750 para las mujeres. La renta per cápita para la localidad era de $11,597. 